# Tiina Salmén
Tiina Sofia Salmén (* 3. August 1984) ist eine ehemalige finnische Fußballspielerin. Die Abwehrspielerin spielte für die finnische Nationalmannschaft.
Salmén begann ihre Karriere beim Verein Helsingin Ponnistus in Helsinki. Später wechselte sie zu HJK Helsinki und wurde 2005 finnische Meisterin und 2006 finnische Pokalsiegerin. 2007 wurde sie zur Fußballerin des Jahres in Finnland gewählt. Von 2006 bis 2010 stand sie bei Amazon Grimstad FK in der norwegischen Toppserien unter Vertrag. Nach einer Spielzeit beim Ligakonkurrenten Klepp IL beendete sie im Jahr 2011 ihre Laufbahn.
Am 24. April 2004 debütierte sie in einem Spiel gegen Italien in der finnischen Nationalmannschaft. Mit der finnischen Auswahl nahm sie an der Europameisterschaft 2005 in England teil und erreichte das Halbfinale. Bis zum Jahr 2010 bestritt sie insgesamt 77 Länderspiele und erzielte vier Tore.